# Герасим (Попович)
Епи́скоп Гера́сим (в миру Зо́ран По́пович, серб. Зоран Поповић; 15 февраля 1972, село Горне Липле близ Теслича, Социалистическая Республика Босния и Герцеговина, СФРЮ) — епископ Сербской православной церкви, епископ Горнокарловацкий.

## Биография
Родился 15 февраля 1972 года в селе Горне Липле близ Теслича (ныне в Республике Сербской).
Обучался в духовной семинарии Трёх Святителей, находящейся в монастыре Крка (1993). Во время учёбы епископом Дабро-Боснийским Николаем (Мрджя) пострижен в монашество с именем Герасим.
21 ноября 1991 года рукоположен во иеродиакона, а 5 октября 1998 года хиротонисан митрополитом Загребско-Люблянским Иоанном (Павловичем) во иеромонаха и в том же году назначен игуменом монастыря Крка.
В 1998 году закончил Московскую духовную академию, а в 2002 году защитил своё диссертационное исследование по кафедре церковного права на тему «Расколы в Сербской Православной Церкви (1945—1995 гг.) и их каноническая оценка».
21 ноября 2003 года епископом Далматинским Фотием (Сладоевичем) возведён в сан архимандрита. Продолжая оставаться игуменом монастыря, преподавал богословские дисциплины в расположенной при монастыре семинарии.

### Епископ
В мае 2004 году решением Архиерейского Собора Сербской православной церкви был избран епископом Горнокарловацким.
25 июля 2004 года того же года в в монастыре Гомирье хиротонисан во епископа. Хиротонию совершили: Патриарх Сербский Павел, архиепископ Охридский и митрополит Скопийский Иоанн (Вранишковский), архиепископ Цетинский и митрополит Черногорско-Приморский Амфилохий (Радович), митрополит Загребско-Люблянский Иоанн (Павлович), митрополит Дабро-Боснийский Николай (Мрджя), митрополит Пловдивский Николай (Севастиянов) (Болгарская Православная Церковь), епископ Сремский Василий (Вадич), епископ Бачский Ириней (Булович), епископ Бихачский и Петровацкий Хризостом (Евич), епископ Осечко-Польский и Бараньский Лукиан (Владулов), епископ Средне-Европейский Константин (Джокич), епископ Западно-Европейский Лука (Ковачевич), епископ Вранский Пахомий (Гачич), епископ Шумадийский Иоанн (Младенович), епископ Славонский Савва (Юрич), епископ Далматинский Фотий (Сладоевич), епископ Будимлянский и Никшичский Иоанникий (Мичович), епископ Западно-Американский Максим (Василевич), епископ Егерский Порфирий (Перич), епископ Захолмско-Герцеговинский Афанасий (Евтич).
В 2009 года предпринял выпуск не предназначенной для продажи книги «Неканоническое Православие. Расколы и секты». Данное издание, осуществлённое на средства Горно-Карловацкой епархии, бесплатно распространялось по всем епархиальным учреждениям и библиотекам духовных школ Сербского Патриархата.